# 趙鉞
趙鉞（16世紀—16世紀），號懷泉，福建汀州府長汀縣人，明朝政治人物。

## 生平
趙鉞是嘉靖二十五年（1546年）福建鄉試舉人，授普寧知縣，改任長寧，以築城功勞陞為應天通判管理馬政，奉命督造黃冊細心認真，升任戶部，外調武定知府，因母親逝世回鄉，服闋補任思恩知府。他為政持大體，瑤族人民帖服，所過每處皆有祭祀他的祠祀，致仕後崇尚風節，人們奉為模範，又力請官府不要把浮糧派往汀州府屬縣，家居二十年不事干謁，八十四歲才去世，入祀鄉賢祠。

## 引用
1. 1 2  光緒《長汀縣志·卷二十四·人物》：趙鉞 號懷泉，嘉靖丙午舉於鄉，厯知廣東普甯、長甯二縣，以築城功陞應天判理馬政，奉敕督造黃冊嚴明甚著，擢戶部，出知武定，丁內艱歸，服闋補思恩府，為政持大體，徭民帖服，輶軒所過皆有祠祀。致仕後敦風節，崇禮去奢，人奉典型，時連邑以浮糧派汀屬邑，鉞力請得免，家居二十年不事干謁，清風屢空淡如也，卒年八十有四。祀鄉賢。